# Кристен Уиг
Кристен Уиг (на английски: Kristen Wiig) е американска актриса и сценаристка.

## Биография
Родена е на 22 август 1973 г. в Канандейгуа, Ню Йорк. Когато е на 3 години, семейството ѝ се мести в Ланкастър, Пенсилвания, а по-късно в Рочестър, Ню Йорк, където завършва гимназия.
От 2005 г. до 2009 г. е женена за актьора Хейс Харгроув.

## Частична филмография
- 2006 – „Деца без придружител“ (Unaccompanied Minors)
- 2007 – „Позабременяла“ (Knocked Up)
- 2007 – „Запознайте се с Бил“ (Meet Bill)
- 2007 – „Братята Соломон“ (The Brothers Solomon)
- 2007 – „Стъпвай тежко: Историята на Дюи Кокс“ (Walk Hard: The Dewey Cox Story)
- 2008 – „Прелъстен и изоставен“ (Forgetting Sarah Marshall)
- 2008 – „Градът на духовете“ (Ghost Town)
- 2009 – „Щуротии в лунапарка“ (Adventureland)
- 2009 – „Разбий ги!“ (Whip It)
- 2010 – „Луда нощ“ (Date Night)
- 2010 – „Суперагент Макгрубър“ (MacGruber)
- 2011 – „Пол“ (Paul)
- 2011 – „Шаферки“ (Bridesmaids)
- 2011 – „Приятели с деца“ (Friends with Kids)
- 2013 – „Тайният живот на Уолтър Мити“ (The Secret Life of Walter Mitty)
- 2013 – „Водещият 2: Легендата продължава“ (Anchorman 2: The Legend Continues)
- 2015 – „Дневникът на една тийнейджърка“ (The Diary of a Teenage Girl)
- 2015 – „Марсианецът“ (The Martian)
- 2016 – „Зулендър 2“ (Zoolander 2)
- 2016 – „Ловци на духове“ (Ghostbusters)
- 2016 – „Баш обирджии“ (Masterminds)

Озвучаване
- 2009 – „Ледена епоха 3: Зората на динозаврите“ (Ice Age: Dawn of the Dinosaurs)
- 2010 – „Как да си дресираш дракон“ (How to Train Your Dragon)
- 2010 – „Аз, проклетникът“ (Despicable Me)
- 2013 – „Аз, проклетникът 2“ (Despicable Me 2)
- 2013 – „Тя“ (Her)
- 2011 – 2014 – „Шоуто на Шантавите рисунки“ (The Looney Tunes Show)
- 2014 – „Как да си дресираш дракон 2“ (How to Train Your Dragon 2)
- 2016 – „Саламена фиеста“ (Sausage Party)